# Тагматова, Малика
Малика Тагматова (узб. Malika Tagmatova; род. 11 мая 2001, Самарканд, Узбекистан) — узбекская спортсменка по академической гребле. В 2018 году на международном турнире «Паоло Де Алоэ» по академической гребле на дистанции 2000 метров в парных соревнованиях (W2x) в дуэте с Луизой Исломовой завоевала серебряную медаль. В 2019 году на чемпионате мира по гребле среди юниоров, который проходил в Токио (Япония), на одиночке (W1x) Малика Тагматова завоевала золото.

## Примечание
1. ↑  На международном турнире в Италии наши спортсмены завоевали две медали. sport.ziyonet.uz. Дата обращения: 18 декабря 2019.
2. ↑  1 JW1X - ? Regata Internazionale Memorial Paolo d'Aloja PIEDILUCO 13/04/2018 - 15/04/2018 1 Results - [PDF Document] (англ.). fdocuments.in. Дата обращения: 18 декабря 2019. Архивировано 18 декабря 2019 года.
3. ↑  Malika TAGMATOVA (англ.) (недоступная ссылка — история). worldrowing.com. Дата обращения: 18 декабря 2019.